# Scotch pie

La scotch pie est une tarte couverte, fourrée à la viande hachée de mouton agrémentée de poivre et d’épices, de la taille d’une portion, d’origine écossaise, où elle est simplement appelée pie.
Les scotch pies sont fréquemment vendues à emporter et lors d’événements en plein air.
Chaque année, le Scotch Pie Club organise le World Scotch Pie Championship, qui récompense le boucher ou le boulanger dont la scotch pie plaira le plus au jury.

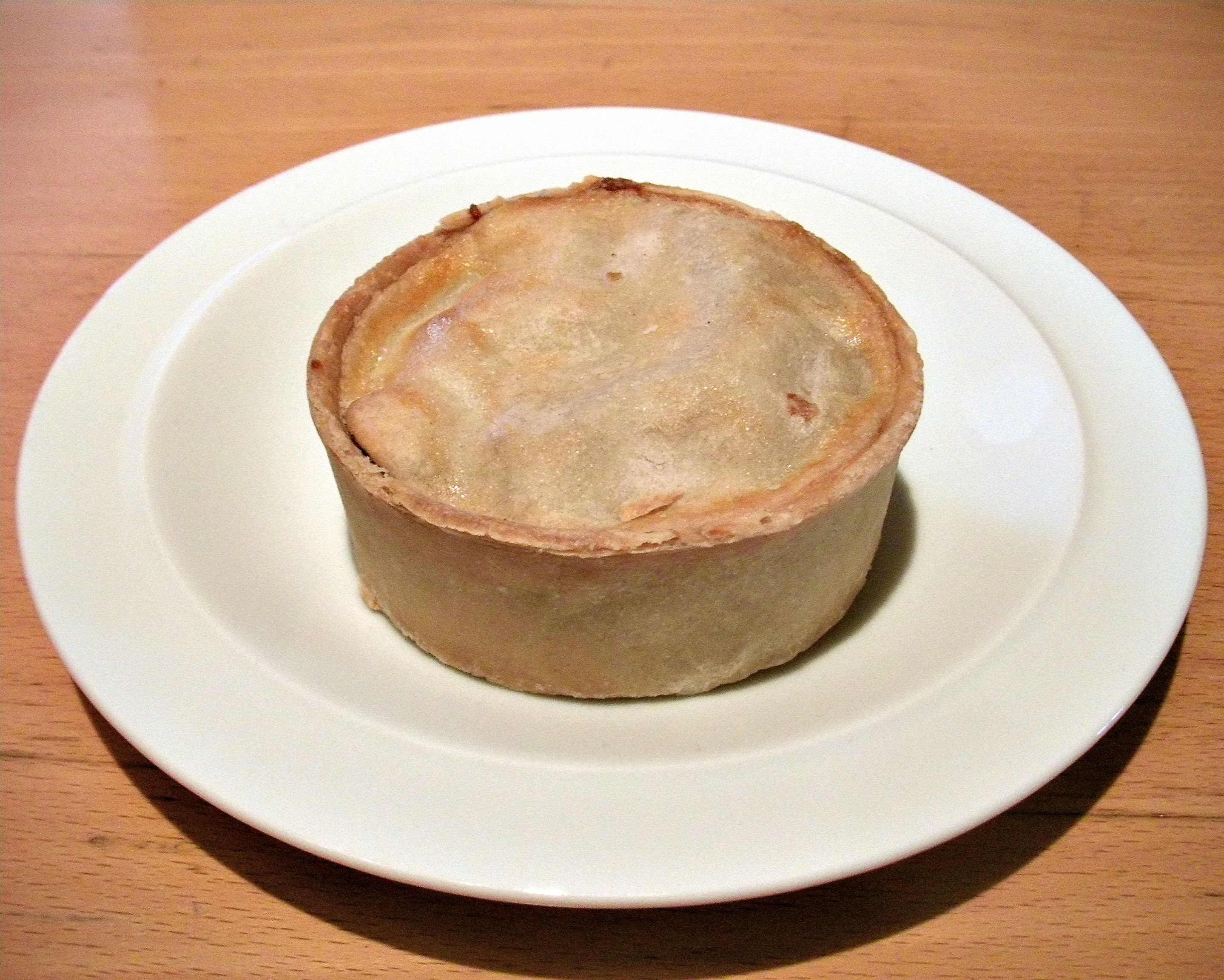
Une scotch pie entière.
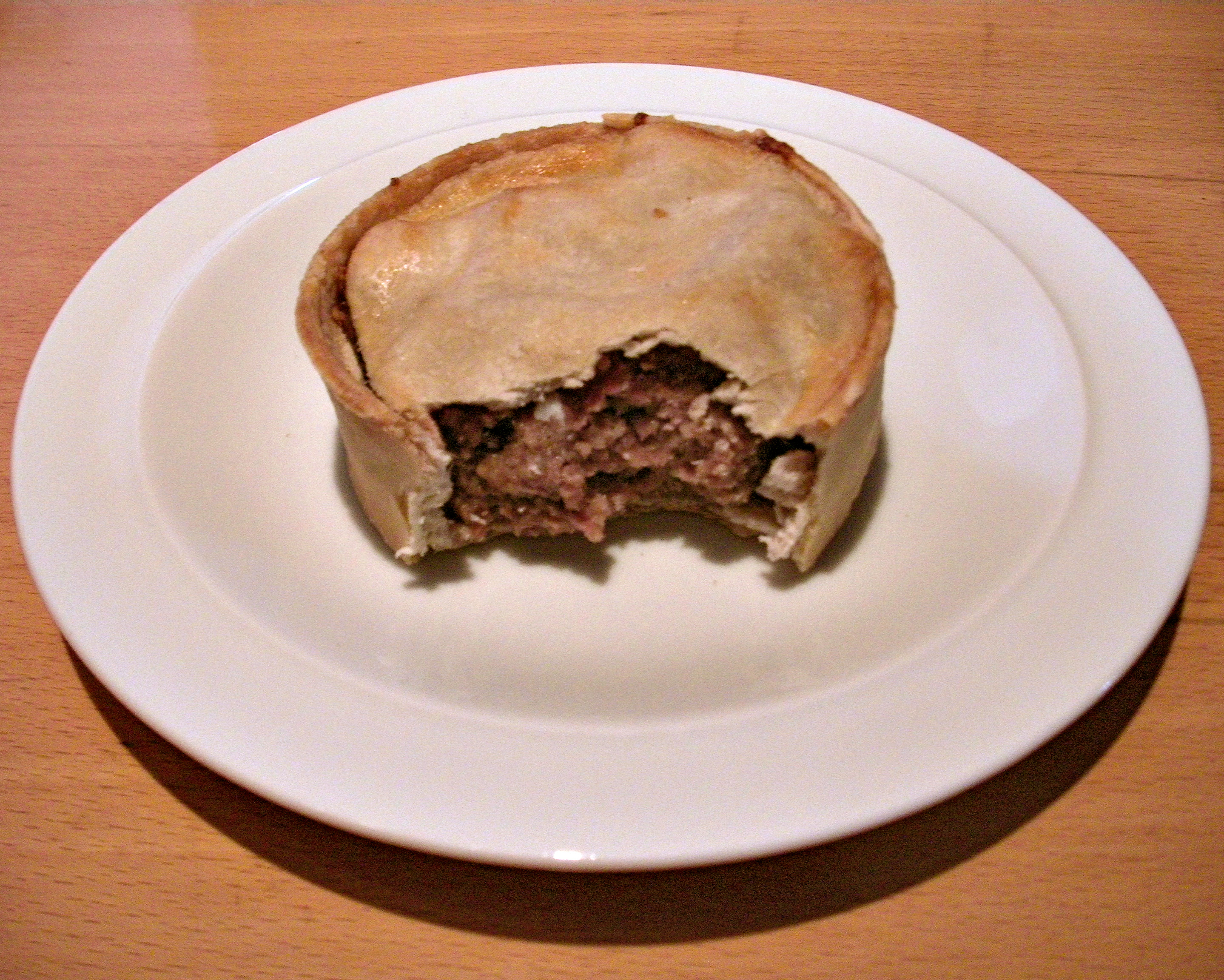
Une scotch pie ouverte.